# Zaisenhausen
Zaisenhausen je općina u njemačkoj pokrajini Baden-Württemberg. S oko 1700 stanovnika najmanja je općina u okrugu Karlsruhe.

## Vanjske poveznice
- Službena stranica (njem.)